# Α-溴氰化苄
α-溴氰化苄或α-溴苯乙腈（BBC）是一种在第一次世界大战中由盟军引入的催泪剂，由于其极强的效果，它彻底改变了催泪剂的使用。它的毒性类似氯气。

## 合成与反应
α-溴氰化苄可由苯乙腈和溴或N-溴代丁二酰亚胺反应得到。
它和硫脲在乙醇中反应，可以得到5-苯基噻唑-2,4-二胺。它和二丁基碲在乙醚中反应，可以得到二丁基(氰基苯基甲基)溴化碲。